# Place Émile-Mâle (Toulouse)
Pour les articles homonymes, voir Place Émile-Mâle.
La place Émile-Mâle (en occitan : plaça Émile Mâle) est une voie de Toulouse, chef-lieu de la région Occitanie, dans le Midi de la France.

## Situation et accès

### Description
La place Émile-Mâle est une voie publique. Elle se situe au cœur du quartier des Arènes.

### Voies rencontrées
La place Émile-Mâle rencontre les voies suivantes, dans l'ordre des numéros croissants :
1. Route de Saint-Simon
2. Boulevard de Larramet
3. Boulevard Gabriel-Koenigs
4. Allées Maurice-Sarraut
5. Rue de Cugnaux
6. Boulevard Déodat-de-Séverac
7. Rue de l'Union

### Transports
La place Émile-Mâle est traversée par plusieurs lignes de transport en commun, dont les arrêts se trouvent cependant plus loin, au forum des Arènes, place Agapito-Nadal, à proximité de la station Arènes de la ligne  du métro. On y trouve les arrêts des lignes de Linéo L2L3L14 et de bus 3467.
La gare de Saint-Cyprien-Arènes se trouve également proche de la place Émile-Mâle. Elle est desservie par les trains TER Occitanie de la ligne de Toulouse à Auch.
La place est enfin équipée d'une station de vélos en libre-service VélôToulouse, la station no 130.

## Odonymie

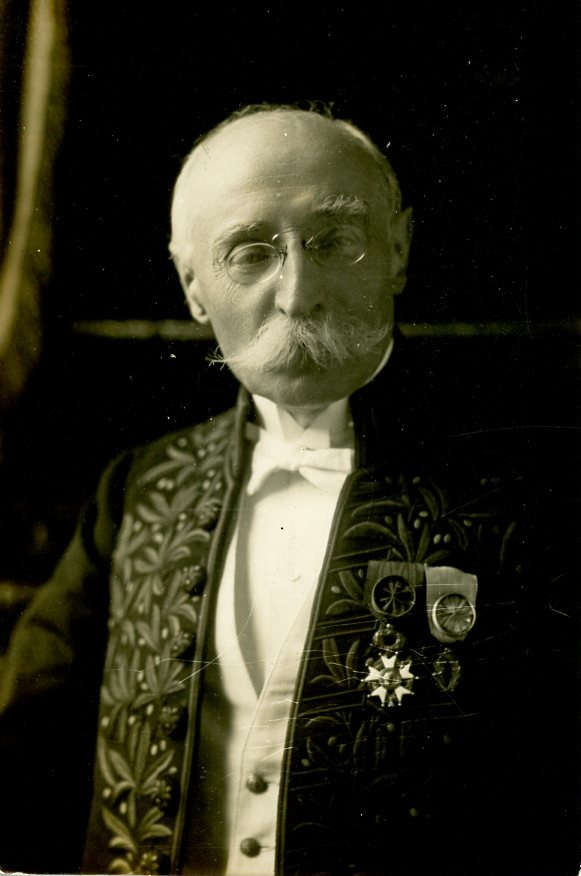
Portrait d'Émile Mâle en costume d'académicien (vers 1930).

La place porte le nom d'Émile Mâle (2 juin 1862, Commentry, Allier-6 octobre 1954, Fontaine-Chaalis, Oise). Il fut historien de l'art, et en particulier un spécialiste de l'art chrétien médiéval. Entre 1889 et 1893, il fut professeur de rhétorique au lycée de garçons de Toulouse (actuel lycée Pierre-de-Fermat). Il se lia en particulier à Émile Cartailhac, à Jules de Lahondès, à Victor Delbos et à Jean Jaurès, qu'il retrouvait quotidiennement au café de Paris. Il monta à Paris où il fut chargé d'un cours d'histoire de l'art chrétien à la Sorbonne en 1906, puis obtint la nouvelle chaire d'histoire de l'art médiéval en 1912. Il fut élu membre de l'Académie des inscriptions et belles-lettres en 1918, puis de l'Académie française en 1927.
En 1882, lorsqu'elle fut aménagée, la place portait le nom de barrière de Cugnaux. En effet, on établissait la limite de l'octroi à l'ouest du faubourg Saint-Cyprien (actuels boulevards Déodat-de-Séverac, Gabriel-Koenigs et Jean-Brunhes). La barrière d'octroi laissait ici passer la route de Cugnaux (actuelle route de Saint-Simon), ainsi nommée puisqu'elle aboutissait à Cugnaux. Elle conserva ce nom jusqu'en 1957.

## Patrimoine et lieux d'intérêt

### Lycée des Arènes
Le lycée des Arènes est construit entre 1989 et 1991, à l'emplacement des arènes du Soleil-d'Or, par l'agence Architecture-Studio, dans le cadre d'un concours organisé pour la réalisation d'un « lycée de la Communication ». Le lycée occupe le demi-périmètre est des anciennes arènes, le bâtiment ayant donc un plan semi-circulaire du rez-de-chaussée au 5e étage. La cour intérieure est surplombée par des coursives. La moitié ouest des anciennes arènes, en amphithéâtre face à la façade du lycée, devait être conservée et utilisée pour des projections et des spectacles, mais cette partie du projet n'est finalement pas réalisée et les anciennes arènes sont totalement démolies en mai 1990.

### Œuvres publiques
- Rebonds de la Mémoire.
La sculpture est une œuvre de l'artiste et ancien rugbyman Jean-Pierre Rives, créée en 2007 à l'occasion de la Coupe du monde de rugby – la sculpture toulousaine rappelle d'ailleurs le trophée créé en 2009 pour le vainqueur de la supercoupe de Belgique de rugby à XV. Elle est inaugurée en 2013, dans le cadre du prolongement de la ligne « Garonne » du tramway et se dresse à l'angle du boulevard Gabriel-Koenigs et des allées Maurice-Sarraut, le long des voies du tramway[5].

- fontaine Émile-Mâle.
La fontaine est créée en 2013, lors des travaux de requalification de la place Émile-Mâle. Elle consiste en trois jets d'eau qui jaillissent du sol de la place par trois grilles.